# Epipactis leptochila aspromontana
L'elleborina aspromontana (Epipactis leptochila subsp. aspromontana (Bartolo, Pulv. & Robatsch) Kreutz) è una piccola pianta erbacea dell'Italia del sud, appartenente alla famiglia delle Orchidacee.

## Etimologia
L'epiteto sottospecifico (aspromontana) deriva dalla zona dei primi ritrovamenti (complesso montuoso dell'Aspromonte).

## Descrizione
È una pianta erbacea perenne alta normalmente da 30 a 60 cm . La forma biologica di questa orchidea è geofita rizomatosa (G rizh), ossia è una piante con un particolare fusto sotterraneo, detto rizoma, che ogni anno si rigenera con nuove radici e   fusti avventizi. Queste piante, contrariamente ad altri generi delle orchidee, non sono “epifite”, ossia non vivono a spese di altri vegetali di maggiori proporzioni (hanno cioè un proprio rizoma).

### Radici
Le radici sono secondarie da rizoma.

### Fusto
- Parte ipogea: la parte sotterranea consiste in un breve rizoma ramificato e non stolonifero.
- Parte epigea: la parte aerea è fogliosa, eretta, robusta e semplice a sezione cilindrica. La superficie è densamente pubescente nella parte superiore.

### Foglie
Le foglie di questa pianta sono di tre tipi:
- foglie inferiori: sono 2 - 3 foglie a forma ovata e guainanti il fusto;
- foglie mediane: (anche queste sono 2 – 3) sono ovate-lanceolate con apice rotondeggiante;
- foglie superiori: da 1 a 3 a forma lanceolata o più stretta e apice acuto.

Lungo il fusto le foglie sono disposte in modo spiralato. Tutte sono carenate centralmente, mentre diverse evidenti nervature percorrono longitudinalmente le foglie (foglie di tipo parallelinervie). Sono inoltre sessili e amplessicauli.

### Infiorescenza
L'infiorescenza è un racemo terminale e lineare con numerosi fiori (10 – 30) a portamento patente; sono tutti pedicellati. Alla base del pedicello sono presenti delle brattee erbacee a forma lanceolata (quelle inferiori a volte sono più lunghe dei fiori stessi). Queste brattee sono di tipo fogliaceo e quelle più basse sono molto simili alle foglie superiori, mentre quelle superiori sono progressivamente più piccole; tutte sono pendule come i fiori. I fiori sono resupinati, ruotati sottosopra tramite torsione del pedicello. Dimensioni delle brattee inferiori: lunghezza 50 mm.

### Fiore
I fiori sono ermafroditi ed irregolarmente zigomorfi, pentaciclici (perigonio a 2 verticilli di tepali, 2 verticilli di stami, 1 verticillo dello stilo). I fiori all'esterno sono colorati con sfumature verdastre mentre nelle parti interne sono rosato-violacei. All'antesi i fiori si presentano molto aperti.

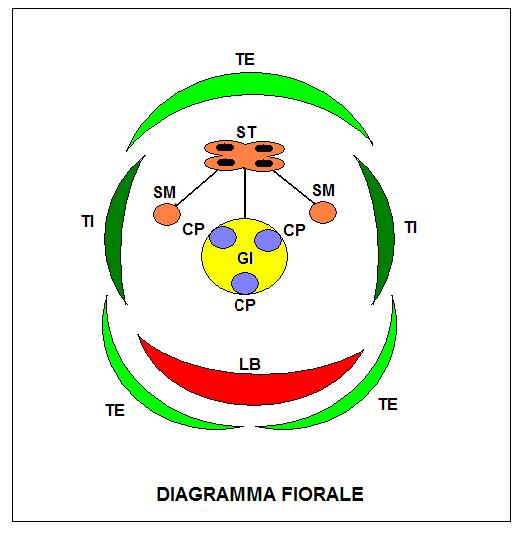

- Formula fiorale: per queste piante viene indicata la seguente formula fiorale:

X, P 3+3, [A 1, G (3)], infero, capsula
- Perigonio: il perigonio è composto da 2 verticilli con 3 tepali ciascuno (3 interni e 3 esterni) di forma più o meno lanceolata, liberi e patenti; il primo verticillo (esterno) ha 3 tepali di tipo sepaloide (simili ai sepali di un calice); hanno l'apice acuto e sono carenati in modo vistoso; nel secondo verticillo (interno) il tepalo centrale (chiamato “labello”) è notevolmente diverso rispetto agli altri due laterali che si presentano più acuti.
- Labello: il labello è diviso in due sezioni; la porzione posteriore del labello (basale, chiamata ipochilo) è concava, mentre quella anteriore (apicale, chiamata epichilo) è più allargata e si presenta con due protuberanze. La colorazione del labello è rosato; più scuro nella porzione posteriore e più chiaro in quella anteriore. Nel mezzo tra l'ipochilo e l'epichilo è presente una strozzatura che comunque collega le due parti. Il labello è inoltre privo di callosità evidenti e non è speronato come in altri generi e l'ipochilo è nattarifero. Dimensione del labello parte epichilo: larghezza 5 mm; lunghezza 5 mm.

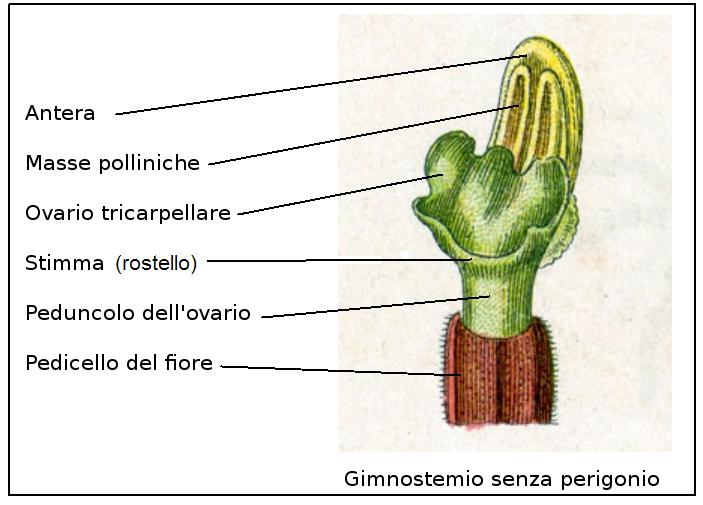
Descrizione del ginostemio

- Ginostemio:  lo stame con la rispettiva antera biloculare  è concresciuto con lo stilo e forma una specie di organo colonnare chiamato ginostemio[4]. Il colore di questo organo è fondamentalmente giallastro. Il polline è più o meno incoerente ed è conglutinato in due masse cerose polliniche bilobe (una per ogni loculo dell'antera); queste masse sono prive di “caudicole” (filamento di aggancio all'antera). Il rostello è sviluppato completamente e funzionante. L'ovario (pubescente) è infero, oblungo ed è formato da tre carpelli fusi insieme, sorretto dal peduncolo fiorale.
- Fioritura: da luglio ad agosto.

### Frutti
Il frutto è una capsula obovoide (o esagonale) a più coste. Anche le capsule, come i fiori, sono orizzontali o pendule.  Nell'interno sono contenuti numerosi minutissimi semi piatti. Questi semi sono privi di endosperma e gli embrioni contenuti in essi sono poco differenziati in quanto formati da poche cellule. Queste piante vivono in stretta simbiosi con micorrize endotrofiche, questo significa che i semi possono svilupparsi solamente dopo essere infettati dalle spore di funghi micorrizici (infestazione di ife fungine). Questo meccanismo è necessario in quanto i semi da soli hanno poche sostanze di riserva per una germinazione in proprio.

## Riproduzione
In queste piante la riproduzione avviene per via sessuata grazie all'impollinazione degli insetti pronubi; la germinazione dei semi è tuttavia condizionata dalla presenza di funghi specifici (i semi sono privi di albume – vedi sopra).

## Distribuzione e habitat
- Geoelemento: il tipo corologico (area di origine) è Endemico.
- Distribuzione: in Italia questa pianta è presente in Calabria (Aspromonte e Serre Calabresi), Puglia ma anche nel Gargano. Considerando il recente inserimento di questa entità nella tassonomia delle orchidee, è probabile che il suo areale sia ancora da definire. Alcuni autori collegano questa entità all'orchidea greca Epipactis olympica Robatsch[6].
- Habitat: l'habitat tipico sono le zone umide a mezza ombra: faggete o bordi dei corsi d'acqua. Il substrato preferito è siliceo con pH acido.
- Distribuzione altitudinale: sui rilievi queste piante si possono trovare da 1100 fino a 1400 m s.l.m.; frequentano quindi il piano vegetazionale montano.

## Tassonomia
Le Orchidaceae è una delle famiglie più vaste della divisione tassonomica delle Angiosperme; comprende 788 generi e più di 18500 specie.  Il genere Epipactis comprende circa 70 specie diffuse in Europa, in Asia e in America, delle quali circa una decina sono spontanee della flora italiana.
Il Sistema Cronquist assegna la famiglia delle Orchidaceae all'ordine Orchidales mentre la moderna classificazione APG la colloca nel nuovo ordine delle Asparagales. Sempre in base alla classificazione APG sono cambiati anche i livelli superiori (vedi tabella iniziale).
Il genere Epipactis, insieme al genere Cephalanthera, appartiene (secondo la suddivisione più in uso tra i botanici) alla sottofamiglia delle Epidendroideae caratterizzata dall'avere lo stame (l'unico fertile) ripiegato sopra il ginostemio e il labello composto da due pezzi distinti: ipochilo e epichilo; e al livello inferiore alla tribù delle Neottieae, una delle tribù nelle quali si usa suddividere le orchidee (relativamente alle specie spontanee del territorio italiano).
Il numero cromosomico di E. leptochila aspromontana è: 2n = 38.

### Specie simili
Queste piante possono essere confuse facilmente con le varie sottospecie del gruppo delle Elleborine (anche se gli areali a volte sono molto lontani e disgiunti):
- Epipactis helleborine subsp. helleborine,  è la sottospecie nominale, diffusa su tutto il territorio nazionale.
- Epipactis helleborine subsp. latina W. Rossi & E. Klein., 1987, diffusa in Italia centrale e del sud.
- Epipactis helleborine subsp. orbicularis (C. Richt) E. Klein, 1997, presente in Italia settentrionale.
- Epipactis helleborine subsp. schubertiorum (Bartolo, Pulv. & Robatsch) Kreutz, 2004, presente in Calabria e sul Gargano.
- Epipactis tremolsii (Pau) E. Klein, 1979,  diffusa in Sardegna e sull'Appennino tosco-emiliano.

Al di fuori di questo gruppo l' "Elleborina aspromontana" ha molte affinità con la specie Epipactis leptochilla (Godfery) Godfery (entrambe hanno un labello sottile e allungato) o anche con la specie Epipactis greuteri H.Baumann & Künkele (le foglie basali sono abbastanza simili).

## Conservazione
Come tutte le orchidee è una specie protetta e quindi ne è vietata la raccolta e il commercio ai sensi della Convenzione sul commercio internazionale delle specie minacciate di estinzione (CITES).